# زادروز زرتشت

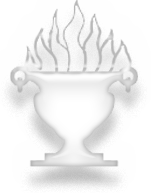
زادروز زرتشت

خوردادروز، هفدرو یا هودرو روز ششم از ماه فروردین گاه‌شماری رسمی ایران است که بنا بر باور جدیدی در میان زرتشتیان ایران (و نه زرتشتیان هند) زرتشت پیامبر ایرانی در این روز از مادر زاده شده‌است. این روز در واقع برابر با خردادروز (جشن نوروز بزرگ) است که در باورهای زرتشتی به فرشته‌ای به نام خرداد تعلق دارد. عده‌ای انتساب این روز به تولد زرتشت را  باوری جدید و فاقد منابع تاریخی می‌دانند. برخلاف زرتشتیان ایران، زرتشتیان هندوستان و پاکستان این روز را نه به عنوان زادروز زرتشت، بلکه با عنوان «خرداد سال» جشن می‌گیرند و در این روز به نیایشگاه می‌روند.

## آداب و مناسک
به باور برخی از زرتشتیان ایران، زرتشت در سن سی سالگی در همین روز به پیامبری برگزیده شده‌است. برخی از زرتشتیان ایران این روز را جشن می‌گیرند و گرامی می‌دارند. آنان در این روز به نیایشگاه‌ها و آدریان‌های محل سکونت خود می‌روند و با تهیۀ آش رشته و سیرک خوراکی‌های سنتی و اجرای مراسم آفرینگان و جشن‌خوانی خرداد و فروردین ماه را در هر سال گرامی می‌دارند.

## ثبت در تقویم رسمی ایران
شورای عالی انقلاب فرهنگی جمهوری اسلامی ایران در ۸۲۵مین جلسۀ این شورا در دی ۱۳۹۸ به ریاست حسن روحانی رئیس جمهوری وقت روز ۶ فروردین را با عنوان روز ولادت زرتشت نامگذاری و در تقویم رسمی ایران درج کرد.